# Faro Monumental de Huasco
El Faro Monumental de Huasco, es un faro chileno ubicado en punta Escorial, localmente conocida como Puntilla, en la ciudad de Huasco. Su estructura octogonal se caracteriza por ser, junto con la Iglesia Parroquial San Pedro Apóstol, un símbolo reconocido de la ciudad. Y por ser uno de los lugares más representativos de la comuna de Huasco.
La punta Escorial lleva este nombre porque antiguamente era el vertedero de escorias mineras de la fundición de cobre Astillero del Huasco.

## Construcción
Fue diseñada por Hugo Chacaltana, construida e inaugurada en agosto de 1996 bajo la administración del alcalde Gregorio González Murillo, estando como directora de Obras Municipales Yaquelin Elorza Alcayaga.
Esta construcción forma parte del Paseo Avenida Costanera que fue terminada posteriormente en agosto del 2004. Cuenta con una forma octagonal y según su jefe de obras Jaime Alfaro, parte con un radio del edificio, construido en hormigón con enfierradura de 5 metros en su parte inferior, y de 3 metros 60 centímetros en su parte superior.
Por su parte, la cúpula en su parte superior tiene un anillo en hierro forjado, revestido en cobre envejecido, con un tratamiento anticorrosivo, aportado por la CMP, mientras que la madera es de roble y alerce. Esta cúpula fue construida a los pies del faro e izada con expectación una noche, para evitar el fuerte viento común en Huasco, y que podría hacerla chocar contra el hormigón octogonal.  
La infraestructura completa tiene una altura de 22 metros, equivalente a 5 pisos y cada nivel tiene ventanales, las dos primeros fueron sellados, por el posible chapoteo de las olas y más arriba con rejas de fierro forjado.
Para su iluminación original, contaba con 16 focos de 400 watts cada uno y la combinación de encendido es 4, 8, 12 y 16, lo que significa que estas podían ser encendidas parcialmente o en su totalidad. Estos con el paso del tiempo se oxidaron y dejaron a esta obra sin iluminación por largos años, pero esporádicamente estos han sido reemplazados, y lo iluminan especialmente en época estival.

## Color
Su color blanco original, pasó en 2004 a franjas horizontales rojas y blancas intercaladas, volviendo a su color blanco original en 2009. En verano de 2018 se realizó un grafiti sobre el blanco, con la intención de contar la historia de la localidad.

## Punta Escorial
Esta lengua era el antiguo vertedero de las escorias mineras de la fundición de cobre “Astillero del Huasco”
A mediados del siglo diecinueve, el industrial inglés Eduardo Hardy un ingenio de fundición de cobre en el sector oriente de Puerto Huasco, llamado “Astillero” por lo que se dio ese nombre al establecimiento metalúrgico. Esta fundición de Huasco fue una de las primeras del Huasco, en que se introdujo el carbón de piedra en la combustión de sus hornos reverbero.
En 1852, la fundición de cobre astillero de Hardy, tenía las siguientes características: “Dos hornos reverbero, uso de carbón de piedra. Las leyes de los metales que se fundían en sus hornos, fluctuaban en 11 a 25% ley de cobre. Se ocupaban en sus faenas 23 personas incluyendo a 2 mayordomos y 1 fundidor. En le transporte de minerales desde las minas a astillero, se ocupaban 730 mulares.
Esta fundición de cobre más tarde fue adquirida por el industrial minero coquimbano Santiago Vicuña. También él fue propietario de la “Higuera” (La Serena) e “Ijirio” (Morado). A principio del presente siglo el establecimiento de fundición de cobre astillero de Señor Vicuña, contaba con las características y producción.

## Centro turístico
En su alrededor, cuenta con áreas verdes, que cumplen la función de centro turístico y de esparcimiento.